# Mathew Jonson
Mathew Jonson (* 1978) aus Kanada ist ein Musikproduzent in der elektronischen Musikszene. 

## Wirken
Er ist auch Besitzer des Labels Wagon Repair und war bereits an Musikprojekten wie zum Beispiel Cobblestone Jazz beteiligt. Jonson wurde in den Magazinen Urb, Fact, DJ, Go, Raveline, Trax und der deutschen Groove als Bester Produzent 2004 ausgezeichnet.
Bekannte Tracks sind zum Beispiel Decompression, Alpine Rocket (mit Luciano), Folding Space, Typerope und Return Of The Zombie Bikers. Diese fanden sich auf den Top-Ten-Listen von DJs wie Gilles Peterson, Richie Hawtin, Tiga, Sven Väth und Laurent Garnier wieder. Auch bekannt ist der Track Marionette, der auf Sven Väths Mix-Compilation Sound of the Sixth Season enthalten ist. Beim Groove Magazine Reader’s Poll 2005 erreichte Marionette Platz 3.
Der Track The India in me von Cobblestone Jazz ist auf Sven Väths Sound Of The Seventh Season und auf der Cocoon Compilation G enthalten. Dieser Track erreichte bei Groove Reader’s Poll 2006 Platz 3. Neben seinen Produktionen hat Jonson Remixe für Künstler wie Chemical Brothers, Moby und Nelly Furtado (Turn Off The Light) angefertigt.